# هيروكي إيتو
هيروكي إيتو (باليابانية: 伊藤 宏樹) (27 يوليو 1978 في نيهاما في اليابان – )؛ هو لاعب كرة قدم ياباني سابق كان يلعب كمدافع.

## وصلات خارجية
- هيروكي إيتو على موقع رابطة كرة القدم اليابانية للمحترفين (اليابانية)
- هيروكي إيتو على موقع قاعدة بيانات كرة القدم.إي يو (الإنجليزية)
- هيروكي إيتو على موقع Soccerway.com (الإنجليزية)
- هيروكي إيتو على موقع عالم كرة القدم.نت (الإنجليزية)
- هيروكي إيتو على موقع كووورة